# Topol, Bloke
Topol je naselje v Občini Bloke.

## Prebivalstvo
Etnična sestava 1991:
- Slovenci: 63 (100 %)